# КМС (Колійно-машинна станція)
КМС (Колійно-Машинна Станція) — пасажирський зупинний пункт Конотопської дирекції Південно-Західної залізниці.
Розташований за північною околицею міста Бахмач, біля села Бахмач Бахмацького району Чернігівської області на лінії Бахмач-Пасажирський — Деревини між станціями у парному напрямку Бахмач-Гомельський (3 км) та  Бахмач-Пасажирський (3 км), а у непарному напрямку Часниківка (10 км). Фактично Зупинний Пункт є Колійним Постом з двома з'їздами та двома тупиковими коліями, що грають роль запобіжних для запобігання виходу рухомого складу до важливіших колій. На ділянці Бахмач-Гомельський - КМС ще є Пост Примикання Північний де є сходження непарних колій зі станцій Бахмач-Гомельський та Бахмач-Пасажирський. 
Станом на лютий 2020 року щодня дві пари дизель-потягів прямують за напрямком Бахмач-Пасажирський — Сновськ.
До 2024 року носив назву 3-й кілометр.
Назву КМС (Колійно-Машинна Станція) зупинний пункт отримав через наявність поруч Колійний машинний станції №285 (КМС-285) Південно-Західний Залізниці, під'їзна колія якої йдуть зі станції Бахмач-Пасажирський.